# Дубечанська волость
Дубечанська волость — історична адміністративно-територіальна одиниця Володимир-Волинського повіту Волинської губернії Російської імперії. Волосний центр — село Дубечне. Наприкінці ХІХ ст. волость було ліквідовано, територія у повному складі відійшла до Крименської волості.
Станом на 1885 рік складалася з 23 поселень, 6 сільських громад. Населення — 4715 осіб (2360 чоловічої статі та 2375 — жіночої), 679 дворових господарств.
|                     | Площа, десятин | У тому числі орної, дес. |
| ------------------- | -------------- | ------------------------ |
| Сільських громад    | 8123           | 2750                     |
| Приватної власності | —              | —                        |
| Казенної власності  | 169            | —                        |
| Іншої власності     | 626            | 117                      |
| Загалом             | 8918           | 2867                     |

Основні поселення волості:
- Дубечне — колишнє державне село за 106 верст від повітового міста при озерах Домашне та Лука, волосне правління, 1280 осіб, 186 дворів, православна церква, школа, постоялий будинок. За 3 версти - залізнична станція Кримне.
- Глухи — колишнє державне село при річці Вижівка, 796 осіб, 107 дворів, православна церква, школа, постоялий будинок.
- Рокита — колишнє державне село при річці Прип'ять, 1043 особи, 159 дворів, постоялий будинок, маслобійний завод.
- Текля-Воля — колишнє державне село при річці Вижівка, 650 осіб, 91 двір, каплиця, школа, постоялий будинок.
- Яревище — колишнє державне село при річці Прип'ять, 420 осіб, 57 дворів, православна церква, школа, постоялий будинок, ярмарок.